# Joakim Lindström (ishockeyspelare)
Joakim Lindström, född 5 december 1983 i Skellefteå, Västerbottens län, är en svensk före detta ishockeyspelare som under många år spelade för Skellefteå AIK. Han har även tidigare spelat för bland annat Modo Hockey och Columbus Blue Jackets. I början av augusti 2023 gick Lindström ut med att hans hockeykarriär hade tagit slut.

## Biografi
Lindström har tidigare representerat NHL-klubbarna Columbus Blue Jackets, Phoenix Coyotes och Colorado Avalanche samt Torpedo Nizjnij Novgorod i KHL. Han har även spelat för Modo Hockey och ett flertal AHL-klubbar.
Joakim Lindström är född och uppvuxen i Skellefteå och återvände hem inför säsongen 2010–11. Han gjorde då en kanonsäsong tillsammans med sin kedja med Mikko Lehtonen och Fredrik Warg och samlade ihop 60 poäng på 54 matcher. 2011–12 spelade han initialt med ett envägskontrakt i Colorado Avalanche i NHL, men detta sades upp av Colorado i början av december 2011 och Lindström återgick då till Skellefteå AIK. 
Lindström var en nyckelspelare i Skellefteå AIK:s dominans i svensk hockey under 2012/2013 och 2013/2014, efter poäng- och spelmässigt väldigt starka säsonger. Efter grundserien 2013/2014 blev Lindström framröstad av spelarna i SHL som den mest värdefulla spelaren under säsongen och tilldelades Guldhjälmen. I slutspelet fortsatte Lindström att briljera och delade vinsten i slutspelets poängliga med kedjekamraten Oscar Möller. Han var en starkt bidragande orsak till att Skellefteå AIK tog sitt andra raka SM-guld och tilldelades efter slutspelet Stefan Liv Memorial Trophy som slutspelets mest värdefulla spelare.  Efter slutspelet blev Lindström uttagen till den svenska truppen till VM i Minsk där laget erövrade en bronsmedalj och Lindström placerade sig på sjätte plats i skytteligan med fem mål och sex assists.
Sedan återkomsten till moderklubben Skellefteå AIK inför säsongen 2010/2011 har Lindström gjort imponerande 197 poäng på 183 matcher i grundserien och 57 poäng på 64 st slutspelsmatcher. Efter sin succéartade säsong 2013/2014 med SM-guld, flera individuella utmärkelser samt ett starkt VM i Minsk erbjöds Lindström ett kontrakt av NHL-klubben St Louis Blues. Den 28 maj 2014 skrev Lindström på för ett envägskontrakt gällande i ett år framöver.
I maj 2015 skrev Lindström ett ettårskontrakt med SKA Sankt Petersburg. Inför säsongen 2016–2017 återvände han till Skellefteå AIK, och tilldelades återigen Guldhjälmen efter säsongen.

## Klubbar
- Modo Hockey J20, SuperElit, (1999/2000 – 2004/2005)
- Modo Hockey, Elitserien, (1998/1999 – 2004/2005)
- Syracuse Crunch, AHL, (2004/2005 – 2007/2008)
- Columbus Blue Jackets, NHL, (2005/2006 – 2007/2008)
- Lowa Chops, AHL, (2008/2009)
- Phoenix Coyotes, NHL, (2008/2009)
- San Antonio Rampage, AHL, (2008/2009)
- Torpedo Nizjnij Novgorod, KHL, (2009/2010)
- Colorado Avalanche, NHL, (2011/2012)
- Skellefteå AIK, Elitserien/SHL, (2010/2011 – 2013/2014)
- St Louis Blues, NHL, (2014/2015)
- Toronto Maple Leafs, NHL, (2014/2015)
- SKA Sankt Petersburg, KHL, (2015/2016)
- Skellefteå AIK, SHL, (2016/2017 – 2022/2023)